# Pendanthura rarotonga
Pendanthura rarotonga is een pissebed uit de familie Anthuridae. De wetenschappelijke naam van de soort is voor het eerst geldig gepubliceerd in 1979 door Brian Frederick Kensley.